# Sosibia ocellata
Sosibia ocellata är en insektsart som beskrevs av Günther 1938. Sosibia ocellata ingår i släktet Sosibia och familjen Diapheromeridae. Inga underarter finns listade i Catalogue of Life.